# New Rockford, North Dakota
New Rockford, Bắc Dakota là một thành phố thuộc quận Eddy tiểu bang Bắc Dakota, Hoa Kỳ. Thành phố này có diện tích km2, dân số là 1463 người theo điều tra năm 2000.